# Malga (kaas)
Malga is een Italiaanse bergkaas, vernoemd naar het zomerverblijf voor herders in Italië, tijdens de periode dat de koeien in de wei staan. Deze kaas wordt op dezelfde manier gemaakt als de Montasio, maar verschilt van smaak vanwege de verschillende productiegebieden. Als er ook geitenmelk gebruikt is, is de Malga wat scherper van smaak en beschikt soms over een aangename, licht bittere nasmaak.
Malga heeft het DOP-keurmerk.